# Contrac Cobus 2400
Contrac Cobus 2400 to oznaczenie autobusu lotniskowego produkowanego przez niemiecką firmę Contrac. Cobus 2400 to jeden z krótszych autobusów lotniskowych tej firmy.